# Pennāgaram
Pennāgaram är en ort i Indien.   Den ligger i distriktet Dharmapuri och delstaten Tamil Nadu, i den södra delen av landet, 1 800 km söder om huvudstaden New Delhi. Pennāgaram ligger 510 meter över havet och antalet invånare är 15 758.
Terrängen runt Pennāgaram är platt åt sydost, men åt nordväst är den kuperad. Runt Pennāgaram är det ganska tätbefolkat, med 207 invånare per kvadratkilometer. Omgivningarna runt Pennāgaram är en mosaik av jordbruksmark och naturlig växtlighet.